# بدرو القلعاوي

بدرو القلعاوي (بالإسبانية: Pedro de Alcalá) هو مستشرق إسباني يعتبر أول من وضع قاموسًا من لغة أوروبية إلى اللغة العربية.
أشرف على وضع «قاموس إسباني ـ عربي» سنة 1505 م.